# Cervillego de la Cruz
Cervillego de la Cruz és un municipi de la província de Valladolid a la comunitat autònoma espanyola de Castella i Lleó.

## Demografia
| 1991 | 1996 | 2001 | 2004 |
| ---- | ---- | ---- | ---- |
| 191  | 167  | 147  | 139  |